# Finales de la NBA de 2004
Las Finales de la NBA de 2004 fueron las series definitivas de los playoffs del 2004 y suponían la conclusión de la temporada 2003-04 de la NBA. Las finales enfrentarían a Los Angeles Lakers de la Conferencia Oeste ante los Detroit Pistons de la Conferencia Este, los Lakers poseían la ventaja de campo. Estas series se jugarían siguiendo el formato de al mejor de siete, esto es, el equipo que consiga ganar cuatro partidos ganará la serie.
A pesar de que los Lakers eran los favoritos, los Pistons ganarían cuatro partidos a uno consiguiendo su primer título desde 1990. Casualmente, los Pistons también derrotarían a los Lakers en las Finales de 1989. Detroit fue muy dominante en las series. El base de los Pistons Chauncey Billups fue nombrado MVP de las Finales. Ganando este, los Pistons sumarían su quinto campeonato (3 Campeonatos NBA, 2 Campeonatos NBL).

## Camino a las finales

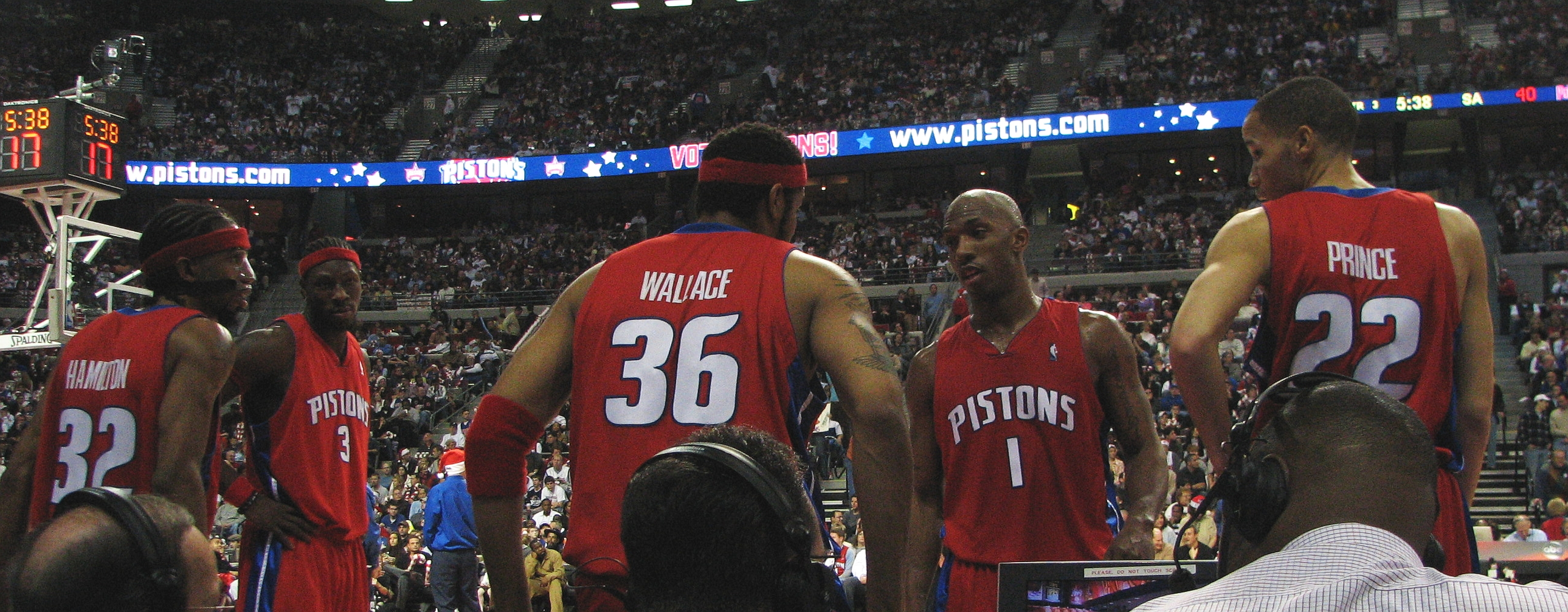
Integrantes del quinteto inicial de los Pistons en las finales de 2004

### Los Angeles Lakers
Los Lakers habían ganado los anteriores campeonatos de forma consecutiva, desde el 2000 al 2002, pero perdieron ante San Antonio Spurs en la Conferencia Oeste de los playoffs de 2003, rompiendo su racha.
Acabada la temporada 2003, los Lakers hicieron cambios importantes, con la intención de variar los resultados. Necesitando encontrar un base y un ala-pívot para defender a Tim Duncan y sus Spurs, es por ello que los Lakers firmaron con los veteranos Gary Payton y Karl Malone a un buen precio; además ellos esperaban dar a estos veteranos su primer anillo de campeones. Los Lakers después de esto serían considerados los favoritos para ganar el título NBA.
Durante la temporada regular, después de empezar la temporada con un balance de 18-3 (victorias derrotas), los Lakers se vieron afectados por numerosas lesiones y flojearon para acabar con un 56-26, segundos clasificados en la Conferencia Oeste.
Los Lakers salieron airosos de al primera ronda (4-1), donde se enfrentaron a Houston Rockets, pero en la siguiente fase comenzarían perdiendo los dos primeros partidos ante los Spurs, antes de la gran remontada que les permitió pasar a las finales de la Conferencia Oeste. Entonces el siguiente rival sería Minnesota Timberwolves y su superestrella Kevin Garnett. Los Lakers ganaron la serie 4-2, para pasar a las finales.

### Detroit Pistons
Los Pistons también habían ganado dos campeonatos consecutivos en 1989 y 1990, pero el retiro y la partida de muchos jugadores debilitó al equipo. El equipo contrató a la antigua estrella Joe Dumars como general manager del equipo en 2000, y comenzó a apoderarse de elecciones del draft y de jugadores transferibles. Es entonces cuando aterrizó en la franquicia el incondicional Ben Wallace y el escolta Richard Hamilton traspasados de forma muy polémica por estrellas del equipo, también firmó Chauncey Billups (por aquel entonces se le consideraba un jugador con mucho potencial), y en el draft eligieron a Tayshaun Prince en una vigésima tercera posición del Draft del 2002. Es por ello que Joe Dumars fue nombrado Ejecutivo del Año de la NBA en 2003 por volver a hacer de los Pistons un equipo competitivo.
Los Pistons también realizaron varias transacciones, pero quizás realizaron un cambio arriesgado, despidiendo al entrenador principal Rick Carlisle, que había llevado a los Pistons a dos títulos de la División Central consecutivos y recibió el premio al Entrenador del Año de la NBA en la temporada 2002. En su lugar Dumars contrató al entrenador legendario Larry Brown, que había llevado a los Philadelphia 76ers a las Finales en la temporada 2001. 
En un intercambio entre tres equipos, Dumars transfirió a Chucky Atkins, Lindsey Hunter, Bobby Sura, Željko Rebrača por Mike James y el ala-pívot Rasheed Wallace, quien probó ser la pieza final del equipo campeón (Hunter volvería a los Pistons una semana después). Los Pistons, que ya eran conocidos por ser un buen equipo defensivo, continuaron siéndolo con los nuevos refuerzos. Ellos serían el primer equipo en la historia de la NBA en dejar a cinco oponentes consecutivos por debajo de los 70 puntos, y finalizaron la temporada con un balance de 54-28 siendo el tercer clasificado de la Conferencia Este.
Los Pistons se desharían fácilmente de los Milwaukee Bucks con un 4-1, pero tendrían que luchar duramente ante los New Jersey Nets ganando por un ajustado 4-3. En una serie muy defensiva ante Indiana, los Pistons se mostraron más productivos en su faceta ofensiva ganando 4-2 y avanzando de esta manera a las Finales de la NBA.

## Resumen de los partidos

### Partido 1
| 6 de junio                     | Detroit Pistons                                                                                | 87–75              | Los Angeles Lakers | |  |  |
|                                | Parciales: 22-19, 18-22, 24-17, 23-17                                                          |                    | | |  |  |
|                                | Estadísticas Billups 22; R. Wallace 14 B. Wallace 8; R. Wallace 8 Hamilton 5; Elden Campbell 4 | Recap Pts Reb Asts | Estadísticas Shaquille O'Neal 34; Kobe Bryant 25 O'Neal 11; Karl Malone 11 Kobe Bryant 4; Gary Payton 3 Pérdidas: Shaquille O'Neal 6 | Pabellón: Staples Center, Los Ángeles Árbitros: - Joe Crawford - Bob Delaney - Bernie Fryer Televisión: ABC |  |  |
| Detroit lideraba la serie, 1-0 |                                                                                                |                    | | |  |  |
|                                |                                                                                                |                    | | |  |  |

Detroit Pistons consiguieron derrotar a los Lakers gracias a su defensa. Consiguiendo acabar con la anotación de todo el equipo excepto de Bryant y O'Neal que juntos sumaron 59 puntos (casi el 80% de la anotación de los Lakers), el resto de jugadores anotaría 16 puntos.
Los Pistons perdían ante los Lakers 41–40 en el descanso, pero un gran parcial de 10-4 gracias a la anotación de tres de Billups dieron el liderazgo a los Pistons. Las faltas de O'Neal fueron un gran problema para los angelinos que en el último cuarto perdieron de -14.

### Partido 2
| 8 de junio                  | Detroit Pistons                                                                                             | 91–99                    | Los Angeles Lakers | |  |  |
|                             | Parciales: 16-18, 20-26, 30-24, 23-21 (T.E.: 2-10)                                                          |                          | | |  |  |
|                             | Estadísticas Billups 27; Hamilton 26 B. Wallace 14; Hamilton 8 Billups 9; R. Wallace 3 Pérdidas: Hamilton 3 | Recap Pts Reb Asts Otros | Estadísticas Kobe Bryant 33; Shaquille O'Neal 29 Karl Malone 9; O'Neal 7 Luke Walton 8; Kobe Bryant 7 Pérdidas: Kobe Bryant 5 | Pabellón: Staples Center, Los Ángeles Árbitros: - Bennett Salvatore - Steve Javie - Joe DeRosa Televisión: ABC |  |  |
| Lakers empató la serie, 1-1 | |                          | | |  |  |
|                             | |                          | | |  |  |

El segundo partido estuvo muy igualado durante la primera mitad, pero en el tercer cuarto Detroit anotaría 30 puntos, reduciendo su desventaja en el marcador a 68–66. Sin embargo, al final del último cuarto, un triple de Kobe Bryant a falta de 2.1 segundos para acabar el partido sería necesario para que se disputase el tiempo extra. Los Lakers pasarían por encima a los Pistons en la prórroga con un parcial de 10–2.

### Partido 3
| 10 de junio                    | Los Angeles Lakers | 68–88                    | Detroit Pistons                                                                                       | |  |  |
|                                | Parciales: 16-24, 16-15, 19-24, 17-25                                                                                        |                          | | |  |  |
|                                | Estadísticas Shaquille O'Neal 14; Kobe Bryant 11 Medvedenko 8; O'Neal 8 Gary Payton 7; Kobe Bryant 5 Pérdidas: Kobe Bryant 4 | Recap Pts Reb Asts Otros | Estadísticas Hamilton 31; Billups 19 B. Wallace 11; R. Wallace 10 Billups 3; Hamilton 3; R. Wallace 3 | Pabellón: The Palace of Auburn Hills, Detroit Árbitros: - Ron Garretson - Dan Crawford - Mike Callahan Televisión: ABC |  |  |
| Detroit lideraba la serie, 2-1 | |                          | | |  |  |
|                                | |                          | | |  |  |

Los Pistons vencieron a Los Ángeles de 20 en su primer enfrentamiento en las Finales de la NBA en el The Palace of Auburn Hills desde 1990 para tomar el liderazgo en las series, 2 a 1. Los 68 puntos anotados por los Lakers fue el récord de la franquicia del el menor número de puntos anotados en un partido de playoff.

### Partido 4
| 13 de junio                    | Los Angeles Lakers                                                                             | 80–88              | Detroit Pistons | |  |  |
|                                | Parciales: 22-21, 17-20, 17-15, 24-32                                                          |                    | | |  |  |
|                                | Estadísticas Shaquille O'Neal 36; Kobe Bryant 20 O'Neal 20; Malone 5 Rick Fox 6; Gary Payton 5 | Recap Pts Reb Asts | Estadísticas R. Wallace 26; Billups 23; Hamilton 17 B. Wallace 13; R. Wallace 13 Hamilton 6; Billups 4 Perdidas: Hamilton 5 | Pabellón: The Palace of Auburn Hills, Detroit Árbitros: - Jack Nies - Dick Bavetta - Eddie F. Rush Televisión: ABC |  |  |
| Detroit lideraba la serie, 3-1 |                                                                                                |                    | | |  |  |
|                                |                                                                                                |                    | | |  |  |

De nuevo, los Pistons derrotaron a los Lakers, aunque esta vez de ocho, para tomar un 3-1 de ventaja en la serie.
O'Neal anotó 36 puntos para los Lakers y Bryant 20 pero con un pobre 32% en tiros de campo. O'Neal consiguió 16 de los 21 puntos que intentó, y se comentó mucho después del partido que O'Neal podría haber aumentado mucho sus números en este partido si los compañeros le hubiesen pasado más el balón.
Karl Malone debido a un esguince en la rodilla derecha jugaría su último partido NBA.

### Partido 5
| 15 de junio                | Los Angeles Lakers | 87–100             | Detroit Pistons | |  |  |
|                            | Parciales: 24-25, 21-30, 14-27, 28-18                                                                                        |                    | | |  |  |
|                            | Estadísticas Kobe Bryant 24; Shaquille O'Neal 20 O'Neal 20; Cook 5; Medvedenko 5 Luke Walton 5; Kobe Bryant 4; Gary Payton 4 | Recap Pts Reb Asts | Estadísticas Hamilton 21; B. Wallace 18; Prince 17 B. Wallace 22; Prince 10 Billups 6; Hamilton 4 Robos: Ben Wallace 3 | Pabellón: The Palace of Auburn Hills, Detroit Árbitros: - Joe Crawford - Bob Delaney - Bennett Salvatore Televisión: ABC |  |  |
| Detroit ganó la serie, 4-1 | |                    | | |  |  |
|                            | |                    | | |  |  |

En el quinto partido, los Pistons ganarían su primer título desde 1990, y Larry Brown finalmente conseguiría un título profesional. La defensa de los Pistons supo sobre ponerse a la capacidad anotadora de los Lakers, ganando el partido de 13, y por tanto ganando la serie 4-1, además de acabar con una larga dinastía de los Lakers. Este partido sería el último en un tiempo de Phil Jackson (que regresaría para la temporada 2005-06). Sería también el último partido de O'Neal y de Payton como Lakers; ya que ambos sería adquiridos por el equipo que dos años más tarde sería campeón, Miami Heat. Por su parte Malone se retiraría dejando una gran carrera profesional tras de sí.